# Anthelephila raja
Anthelephila raja es una especie de coleóptero de la familia Anthicidae.

## Distribución geográfica
Habita en Rajastán (India).